# Узбекистан на Играх доброй воли
Узбекистан принимал участие в летних Играх доброй воли, начиная с Игр 1994 года.
До 1994 года спортсмены Узбекистана принимали участие в Играх в составе команды СССР.
На всех Играх спортивные делегации Узбекистана завоевали всего 8 медалей, из них 1 золотую.

## Медальный зачёт

### Медали на летних Играх
| Игры                 | Золото                             | Серебро                            | Бронза                             | Всего                              | Место                              |
| 1986, 1990           | участвовали в составе команды СССР | участвовали в составе команды СССР | участвовали в составе команды СССР | участвовали в составе команды СССР | участвовали в составе команды СССР |
| Санкт-Петербург 1994 | 0                                  | 0                                  | 4                                  | 4                                  | 47                                 |
| Нью-Йорк 1998        | 1                                  | 0                                  | 1                                  | 2                                  | 17                                 |
| Брисбен 2001         | 0                                  | 2                                  | 0                                  | 2                                  | 34                                 |
| Всего                | 1                                  | 2                                  | 5                                  | 8                                  |                                    |